# Traci Lords

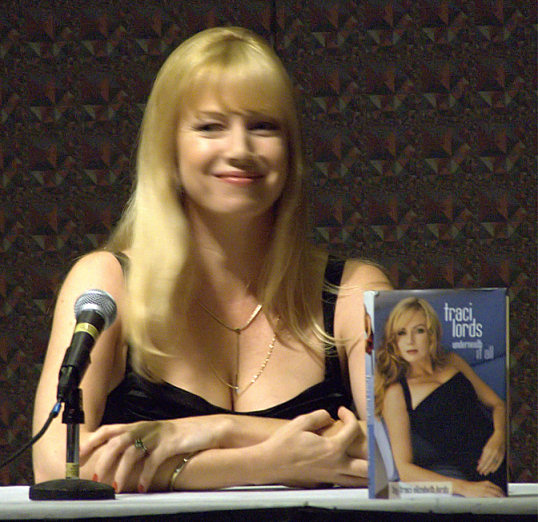
Traci Lords

Traci Lords (născută Nora Louise Kuzman; n. 7 mai 1968, Steubenville, Ohio, SUA) este o actriță americană. Ea a devenit cunoscută prin scandalul cauzat de faptul că a jucat în câteva filme porno ca minoră. În prezent joacă roluri în filme seriale TV ca Hawaii Fünf-Null, Jack Lord.

## Filmografie

### Filme cinematografice
- Not of This Earth (1988) - Nadine
- Fast Food (1989) - Dixie Love
- Cry-Baby (1990) - Wanda Woodward
- A Time to Die (1991) - Jackie
- Raw Nerve (1991) - Gina Clayton
- Shock 'Em Dead (1991) - Lindsay Roberts
- The Nutt House (1992) - Miss Tress
- Laser Moon (1992) - Barbara Fleck
- Tommyknockers – Das Monstrum (1993) - Nancy Voss
- Plughead Rewired: Circuitry Man II (1994) - Norma
- Serial Mom (1994) - Carl's Date
- Ice - Ellen
- Virtuosity (1995) - Media Zone singer
- Blood Money (1996) - Wendy Monroe
- Vatertag – Ein guter Tag zum Sterben (Underworld) - Anna
- Boogie Boy (1997) - Shonda
- Extramarital (1997) - Elizabeth
- Stir (1997) - Kelly Bekins
- Blade (1998) - Racquel
- Me and Will (1998) - Waitress
- Epicenter (2000) (als Traci Elizabeth Lords) - Amanda Foster
- Black Mask 2: City of Masks (2001) - Chameleon
- Chump Change (2001) (als Traci Elizabeth Lords) - Sam
- You're Killing Me... (2001) - Laura Engles
- Home (2003) - Lorna
- Manhood (2003) - Actress
- Chump Change (2004) (as Traci Elizabeth Lords) - Sam
- Farewell to Raskolnikov's (2005) - Max
- Frostbite (2005) - Naomi Bucks
- Crazy Eights (2006) - Gina Conte
- Novel Romance (2006) - Max
- The Chosen One (2006) - Ms. Sultry
- Zack and Miri Make a Porno (2008)
- I Hope They Serve Beer in Hell (2009)

### Seriale TV
- Eine schrecklich nette Familie  (1989; 1991) - Zahnarzthelferin T. C.; Vanessa Van Pelt
- MacGyver (1990) „MacGyvers Traumfrauen“ - Jennifer Reiner
- Mord von oben (1991) – Diane
- The Tommyknockers (1993) – Nancy Voss
- Bandit – Ein ausgekochtes Schlitzohr gibt Gas (1994) - Engel Austin
- Wild at Love (1994) – Blanche
- Roseanne (1994; 1995) - Stacy Flagler
- Blutschwestern (1995) – Nicole Grace
- Melrose Place (1995) – Rikki Abbott
- Profiler (1997–1998) – Sharon Lesher (Jill)
- Highlander (1998) „Duell im Dunkeln“ – Gretta
- D.R.E.A.M. Team (1999) (als Traci Elizabeth Lords) – Mira
- Hercules – Episode Hercules, Vagabunden und Diebe (1999) – Luscious Deluxe
- First Wave (2000–2001) – Jordan Radcliffe
- Gilmore Girls (2000) – Natalie
- They Shoot Divas, Don't They? (2002) (als Traci Elizabeth Lords) – Mira
- Deathlands (2003) – Lady Rachel Cawdor

### Filme pornografice
- Bad Girls III (1984)
- Breaking It (1984) - Jodie Brown
- Lust in the Fast Lane (1984) (als Tracy Lords) - Jackie
- Miss Passion (1984)
- Night of Loving Dangerously, The (1984) (als Tracy Lords)
- Sex Goddess, The (1984) - Marilyn West
- Sexy Shorts (1984) - Miss Georgia
- Talk Dirty to Me Part III (1. Fassung) (1984)
- Those Young Girls (1984) (als Tracy Lords) - Tracy Lords
- Tracy Lords (1984) (als Tracy Lords)
- What Gets Me Hot! (1984) (als Tracy Lords) - Lannie
- Young & Restless 2 (1984) (als Traci Lords)
- Adult 45 (1985)
- Adventures of Tracy Dick: The Case of the Missing Stiff (1985) - Tracy Dick
- Another Roll in the Hay (1985)
- Aroused (1985) - Allison
- Black Throat (1985) - Die erste Frau
- Country Girl (1985) - Billie Jean
- Diamond Collection 69 (1985)
- Diamond Collection 73 (1985)
- Dirty Pictures (1985)
- Dream Lover (1985)
- Educating Mandy (1985) - Mandy
- Electric Blue 20 (1985)
- Electric Blue 21 (1985) - Suzy/Jane
- Electric Blue 28 (1985) - Nikki
- Erotic Gold (1985)
- Erotic Zones Vol. 1 (1985) (als Tracy Lords)
- Future Voyeur (1985)
- Grafenberg Spot, The (1985)
- Harlequin Affair (1985) - Tracy
- Holly Does Hollywood (1985) (als Tracy Lords)
- Hollywood Heartbreakers (1985)
- Huge Bras 3 (1985)
- It's My Body (1985) - Maggie
- Jean Genie (1985)
- Just Another Pretty Face (1985)
- Ladies in Lace (1985) - Linda
- Love Bites (1985) - Krankenschwester
- New Wave Hookers (1985) - Devil
- Peek a Boo Gang (1985) - Tracy
- Perfect Fit (1985) - Diane
- Porn in the USA (1985) (als Tracy Lords)
- Portrait of Lust (1985) (als Tracy Lords) - Mirage
- Sex Shoot (1985) (als Tracy Lords)
- Sex Waves (1985)
- Sister Dearest (1985)
- Sizzling Suburbia (1985)
- Tailhouse Rock (1985) - Stacey
- Traci, I Love You (1987)
- Tracy in Heaven (1985) - Monika Hart
- Two-Timing Tracie (1985)
- We Love to Tease (1985)
- Wild Things (1985)